# Acer polymorphum
Acer polymorphum é uma espécie de árvore do gênero Acer, pertencente à família Aceraceae.